# 傍観
傍観（ぼうかん）とは、手や口を出さずに、ただそばで見ていたり、ながめていたりすること。その物事に関係のない立場（当事者ではないという立場）や態度で見ていること。